# Robert Pemberton Milnes
Robert Pemberton Milnes (28 mai 1784 - 9 novembre 1858), est un propriétaire foncier et homme politique britannique.

## Biographie
Robert Pemberton Milnes est né le 28 mai 1784. Il est le fils aîné de Richard Slater Milnes, de Fryston Hall, Yorkshire par Rachael, fille de Hans Busk (1718–1792). Il fait ses études à Hackney et au Trinity College de Cambridge. Il hérite de Fryston Hall, Castleford à la mort de son père en 1804. Il hérite également de Bawtry House près de Doncaster, dans le Yorkshire, à la mort de Bridget, la fille de Pemberton Milnes, qui a construit la maison en 1795.
Milnes siège en tant que député de Pontefract entre 1806 et 1818.
Milnes épouse Henrietta Maria, fille de Robert Monckton-Arundell (4e vicomte Galway), en 1808. Leur fils Richard devient une figure littéraire de premier plan et est créé baron Houghton en 1863. Henrietta Mary est décédée en mai 1847. Milnes reste veuf jusqu'à sa mort en novembre 1858, âgé de 74 ans